# Холтвил (Калифорнија)
Холтвил (енгл. Holtville) град је у америчкој савезној држави Калифорнија. По попису становништва из 2010. у њему је живело 5.939 становника.

## Демографија
Према попису становништва из 2010. у граду је живело 5.939 становника, што је 327 (5,8%) становника више него 2000. године.
| Група             | 2000.         | 2010.         |
| Белци             | 1.349 (24,0%) | 983 (16,6%)   |
| Афроамериканци    | 35 (0,6%)     | 37 (0,6%)     |
| Азијати           | 47 (0,8%)     | 50 (0,8%)     |
| Хиспаноамериканци | 4.144 (73,8%) | 4.858 (81,8%) |
| Укупно            | 5.612         | 5.939         |